# Реферат
Рефера́т (нем. Referat от лат. referre «докладывать, сообщать») — краткий доклад или презентация по определённой теме, где собрана информация из одного или нескольких источников. Рефераты могут являться изложением содержания научной работы.
1. Документы, приказы, нормативные акты регулирующие работу врача - стоматолога.

## Происхождение понятия реферат
Слово «реферат» имеет латинские корни и происходит от слова «referre», что в буквальном переводе означает «докладывать, сообщать». «Реферат» имеет несколько значений (согласно книге «Словарь иностранных слов» издательства «Русский язык» (Москва) 1986 года):
- первое из них трактует слово «реферат» как доклад на определённую тему, включающий обзор соответствующих литературных и других источников;
- второе подаёт его как изложение содержания научной работы, книги и т. п.

## Виды рефератов
Виды рефератов:
- продуктивные:
  - реферат-доклад;
  - реферат-обзор;
- репродуктивные:
  - реферат-конспект;
  - реферат-резюме.

Различают два вида рефератов: продуктивные и репродуктивные. Репродуктивный реферат воспроизводит содержание первичного текста. Продуктивный содержит творческое или критическое осмысление реферируемого источника.
Репродуктивные рефераты можно разделить еще на два вида: реферат-конспект и реферат-резюме. Реферат-конспект содержит фактическую информацию в обобщённом виде, иллюстрированный материал, различные сведения о методах исследования, результатах исследования и возможностях их применения. Реферат-резюме содержит только основные положения данной темы.
В продуктивных рефератах выделяют реферат-доклад и реферат-обзор. Реферат-обзор составляется на основе нескольких источников и сопоставляет различные точки зрения по данному вопросу. В реферате-докладе, наряду с анализом информации первоисточника, есть объективная оценка проблемы; этот реферат имеет развёрнутый характер.

### Реферат программы
При регистрации в «Роспатенте» программы для ЭВМ следует добавить к ней реферат.
Объем реферата — до 700 символов (10-12 строк), должен содержать сведения о назначении, области применения и функциональных возможностях программного продукта.
Обычно указывается:
- тип реализующей ЭВМ;
- язык программирования;
- операционная система;
- объём полного исходного текста программы в  Кб.

## Структура и признаки реферата
Реферат имеет определённую композицию:
1. Введение. Во вступлении обосновывается выбор темы, могут быть даны исходные данные реферируемого текста (название, где опубликован, в каком году), сообщены сведения об авторе (Ф. И. О., специальность, учёная степень, учёное звание), раскрывается проблематика выбранной темы и ее актуальность;
2. Основная часть. Содержание реферируемого текста, приводятся и аргументируются основные тезисы. Эта часть реферата может включать пункты (главы) и подпункты (параграфы);
3. Вывод. Делается общий вывод по проблеме, заявленной в реферате.

Также реферат обязательно содержит оглавление или план, где указаны главы, подпункты и номера страниц, ведущих к ним, и список использованной литературы (указывается в конце работы).
Реферат имеет следующие признаки:
- содержание реферата полностью зависит от содержания реферируемого источника;
- содержит точное изложение основной информации без искажений и субъективных оценок;
- имеет постоянные структуры.

## Стилистика реферата
Рефераты пишутся обычно стандартным, клишированным языком, с использованием типологизированных речевых оборотов вроде «важное значение имеет», «уделяется особое внимание», «поднимается вопрос», «делаем следующие выводы», «исследуемая проблема», «освещаемый вопрос» и т. п. К языковым и стилистическим особенностям рефератов относятся слова и обороты речи, носящие обобщающий характер, словесные клише. Им, как правило, присущи неопределённо-личные предложения, отвлечённые существительные, специфичные и научные термины, свойственные исследуемой проблеме, слова-жаргонизмы, деепричастные и причастные обороты. У рефератов особая логичность подачи материала и изъяснения мысли, определённая объективность изложения материала. Всё это связано не со скудостью лексики автора, а со своеобразием языка рефератов (в особенности узкоспециализированной направленности, где преобладают жаргонизмы, специфические термины и обороты).
В завершение работа должна получить соответствующую рецензию с оценкой. Рецензия составляется на основе следующих факторов:
- уровень эрудированности автора по изученной теме (современность и своевременность рассмотренной проблемы, степень знакомства автора работы с актуальным состоянием изучаемой проблематики, полнота цитирования источников, степень использования в работе результатов исследований и установленных научных фактов);
- личные заслуги автора реферата (дополнительные знания, использованные при написании работы, которые получены помимо предложенной образовательной программы, новизна поданного материала и рассмотренной проблемы, уровень владения тематикой и научное значение исследуемого вопроса);
- характер реферата (логичность подачи материала, грамотность автора, правильное оформление работы, должное соответствие реферата всем стандартным требованиям).

## Плагиат
В педагогике реферат часто используется для структуризации знаний учащихся по итогам курса в форме отчётности. Развитие Интернета привело к тому, что в России и в мире началось активное распространение уже готовых рефератов по разным областям знаний. Некоторые ресурсы предлагают скачать готовые работы за деньги или бесплатно. Сдача скачанных из сети рефератов не требует больших затрат — достаточно изменить имя на титульном листе, однако это приводит, в конечном итоге, к ухудшению качества образования.
С проблемами плагиата при сдаче рефератов борются во всём мире: в некоторых высших учебных заведениях за плагиат студентам грозит отчисление. Разрабатываются специальные программы, которые должны помочь преподавателям в выявлении скачанных из Интернета рефератов: например, американская система Turnitin, StrikePlagiarism.com или российская «Антиплагиат».